# عبد الحميد الكوثري
عبد الحميد الكوثري لاعب كرة قدم مغربي من مواليد مدينة مونبيلييه في 17 مارس 1990 بدأ مسيرته الكروية سنة 2007 مع نادي مونبيلييه والذي لعب لعه حتى 2015 حيث انضم بعد ذلك إلى نادي باليرمو الإيطالي الذي غادره كمعار إلى نادي ستاد ريمس الفرنسي في يناير 2016، وتم انتقاله إلى نادي الوداد الرياضي المغربي بعقد حر مدته سنتين ونصف، كما أنه يلعب مع المنتخب المغربي منذ سنة 2011.

## مسيرته
ولد الكوثري في مدينة مونبيلييه وتدرج في فئات الفريق السنية إلى أن صعد إلى الفريق الأول عام 2007، أما مسيرته الدولية فقد بدأت في 4 يونيو 2011 في لقاء جمع المنتخب المغربي بنظيره الجزائري ضمن تصفيات كأس أمم أفريقيا 2012، والذي انتهى بتفوق الأسود 4–0.

## الانتقال إلى باليرمو
في 27 يوليو 2015 أعلن نادي باليرمو عن ضمه عبد الحميد الكوثري من نادي مونبيلييه في عقد مدته 4 سنوات .

## روابط خارجية
- عبد الحميد الكوثري على موقع رابطة كرة القدم الفرنسية للمحترفين (الإنجليزية)
- عبد الحميد الكوثري على موقع قاعدة بيانات كرة القدم.إي يو (الإنجليزية)
- عبد الحميد الكوثري على موقع ليكيب (الفرنسية)
- عبد الحميد الكوثري على موقع ناشيونال فوتبول تيمز (الإنجليزية)
- عبد الحميد الكوثري على موقع Soccerway.com (الإنجليزية)
- عبد الحميد الكوثري على موقع أوليمبيديا (الإنجليزية)
- عبد الحميد الكوثري على موقع AS.com (الإسبانية)